# Curling i Danmark
I Danmark er der "rene" curlinghaller i følgende byer:
- Hvidovre - Hvidovre Curling Club
- Tårnby - Tårnby Curling Club, Copenhagen Curling Club, Kastrup Motions og Curling Club, Margarita Curling Club
- Esbjerg - Esbjerg Curling Klub
- Gentofte - Gentofte Curling Club

I følgende byer er der baner, hvor isen deles med andre sportsgrene:
- Vojens - Curling Club Odin
- Frederikshavn - Frederikshavn Curling Klub
- Aalborg - Aalborg Curling Klub
- Aarhus - Aarhus Curling Klub
- Odense - Odense Curling Club
- Silkeborg - Silkeborg Curling Club
- København (Nørrebrohallen)
- Rungsted - Rungsted Curling Klub

Ofte deles isen med ishockey, hvilket kan give lidt skæve baner sammenlignet med "rene" curlingbaner.

## Interne henvisninger
- Curling